# Joan Sala i Ferrer
Joan Sala i Ferrer, também conhecido como Joan de Serrallonga (Viladrau, 21 de abril de 1594 — Barcelona, 8 de janeiro de 1634) foi um bandoleiro catalão, considerado um personagem lendário, sendo recordado pelos bailes de Serrallonga, dedicados a ele e pelo romance Don Joan de Serrallonga de Víctor Balaguer i Cirera.

## Biografia
Originário de uma família abastada de camponeses, nasceu em Viladrau. No entanto, as dificuldades económicas levaram-no a cometer crimes. O apelido de Serrallonga deve-se a sua esposa, Margarida Tallades, pubilla (herdeira) do mas (construção agrária) de Serrallonga de Querós. No início, Serrallonga combinou a atividade criminosa com a vida camponesa. Em 1622 tudo mudou quando Joan matou um vizinho que o havia denunciado, tendo marcado o início de uma fuga que levaria à sua morte. O bandoleiro dedicou-se totalmente a grupos de bandidos que lideravam e atacavam construções rurais, e sequestravam pessoas para receber resgates e cometer assassinatos. A comarca catalã de Osona menciona que Joan entregava o dinheiro roubado do correio real (impostos) às aldeias e vilas, e jogava-o no meio de uma multidão que o aclamava, em gratidão por tê-lo ajudado a se esconder das tropas do vice-rei, os postulados românticos tiraram vantagem da sua fama e carisma popular e transformou-no num herói popular. A 31 de outubro de 1633, Joan foi capturado pelo tenente Ferran Paulí, perto de Santa Coloma de Farners, e algumas semanas depois foi brutalmente torturado e executado em Barcelona.